# Ejército Republicano Irlandés Auténtico
El Ejército Republicano Irlandés Auténtico, IRA Auténtico (en inglés: Real Irish Republican Army, Real IRA (RIRA/rIRA), True IRA, New IRA o IRA 2012; en irlandés: Fíor-IRA) o, según su propia denominación Óglaigh na hÉireann (Voluntarios de Irlanda), es una organización paramilitar que tiene por objeto lograr una Irlanda unificada y que surgió debido a una escisión del IRA Provisional. En 1997, antes de la firma del Acuerdo de Viernes Santo, el IRA Auténtico es fundado por los miembros del IRA Provisional que se oponían al alto el fuego definitivo por parte de la organización y a la aceptación del Acuerdo.
Es el único grupo paramilitar activo que pide la reunificación de las dos Irlandas y su total independencia del Reino Unido. Formada por la unión en julio de 2012 de Ejército Republicano Irlandés Auténtico (IRA Auténtico), IRA Auténtico (RIRA), Ejército Republicano Irlandés Provisional, una escisión de Ejército Republicano Irlandés Provisional (PIRA); la Acción Republicana Contra las Drogas (RAAD), formada por excombatientes del PIRA que iniciaron una batalla contra el narcotráfico, sobre todo en la ciudad de Derry; por las Facciones Republicanas Independientes, una amalgama de distintos grupos de combatientes católicos; y por Ejército Republicano Irlandés de la Continuidad (CIRA).
Se trata de una organización ilegal en la República de Irlanda y ha sido designada como una organización terrorista en Reino Unido, Unión Europea, Mancomunidad de Naciones y los Estados Unidos. La organización ha sido responsable de una serie de atentados en Irlanda del Norte e Inglaterra, entre ellos el atentado de Omagh del 15 de agosto de 1998, en el que murieron 29 personas.

## Orígenes
El 10 de octubre de 1997 se celebró una Convención General del IRA Provisional en Falcarragh, condado de Donegal. En esta convención, el general del departamento de Provisiones Generales (Quartermaster, encargado de conseguir y mantener el armamento necesario) Michael McKewitt, también miembro del Ejecutivo del IRA Provisional conformado por 12 personas, denunció a los dirigentes y pidió que se pusiera fin al alto el fuego del grupo en la lucha contra las fuerzas armadas británicas. McKewitt fue respaldado por su conviviente y también miembro del Ejecutivo Bernadette Sands-McKevitt. Un aliado clave y también opositor al proceso de paz en Irlanda del Norte, Kevin McKenna, fue expulsado del Consejo del Ejército por votación, con lo cual la pareja McKewitt se quedaron solos en la lucha contra el proceso. La convención respaldó la línea ortodoxa a favor del cese al fuego y el 26 de octubre los McKewitt renunciaron a sus puestos en el Ejecutivo junto con otros miembros.
En noviembre de 1997, McKewitt y otros disidentes celebraron una reunión en una granja en Oldcastle, en el condado de Meath, donde se formó una nueva organización que se denominó a sí misma Óglaigh na hÉireann (Voluntarios de Irlanda). La organización atrajo a miembros del IRA Provisional desafectos del bastión republicano del sur de Armagh, así como de otras áreas que incluían Dublín, Belfast, Limerick, Tipperary y los condados de Louth, Monaghan, y Tyrone. Sus adherentes lo llamaron el IRA Auténtico, pues no reconocen la legitimidad del IRA Provisional. 
Un grupo con relaciones similares con respecto al IRA Provisional es el IRA de la Continuidad, cuya fundación se produjo 1986 pero solo se dio a conocer en la vida pública a mediados de los años 90.

## Objetivos
El objetivo principal del IRA Auténtico es lograr la unificación de toda la isla de Irlanda forzando la retirada británica de Irlanda del Norte mediante el uso de la fuerza. La organización rechaza los Principios Mitchell y el Acuerdo de Viernes Santo, comparando el último con el Tratado Anglo-Irlandés de 1921, un tema espinoso para los republicanos de línea dura, pues significó la partición de Irlanda. La organización tiene como objetivo defender de forma inflexible el republicanismo irlandés y se opone a cualquier solución política que sea menos que la unidad y la independencia irlandesa. Sands McKewitt, hermana de Bobby Sands (que murió durante la huelga de hambre del 81) y fundadora del Movimiento por la soberanía de los 32 condados (presuntamente el "ala política" del IRA Auténtico), dijo en una entrevista que

«. . . Bobby (Sands) no murió por un cruce entre los poderes ejecutivos. No murió para que los nacionalistas sean iguales a los ciudadanos británicos al interior de un Estado de Irlanda del Norte.»

## Métodos utilizados
El IRA Auténtico adopta tácticas similares a aquellas utilizadas por el IRA Provisional en los años 90, fundamentalmente usando bombas en los centros urbanos para dañar la infraestructura económica de Irlanda del Norte. 
.

## Acciones
La primera acción del IRA Auténtico como grupo independiente ocurrió el 7 de enero de 1998 con un intento de bomba en Banbridge, Condado de Down. El plan incluía un coche bomba cargado con 300 libras (135 kilos aproximadamente) de explosivos, pero fue abortado al ser desactivado por las fuerzas de seguridad. La organización continuó su campaña a fines de febrero con atentados en Moira, condado Down y Portadown en el condado de Armagh. Pero, el IRA Auténtico solo reveló formalmente su existencia el 9 de mayo de 1998 por medio de una llamada telefónica en código a un medio de comunicación en Belfast, en la que reclamaban la responsabilidad por un ataque de mortero a una estación de policía en Belleek, condado de Fermanagh.
El nombre "Real IRA" entró en uso común, cuando sus miembros montaron un control de carretera ilegal en Jonesborough, condado de Armagh, y dijeron a los automovilistas «We're from the IRA, the Real IRA» (Somos del IRA, el IRA Auténtico). La organización también llevó a cabo ataques en Newtownhamilton y en Newry, y un segundo atentado en Banbridge el 1 de agosto que hirió a 35 personas y causó daños materiales por £3,5 millones cuando un coche bomba cargado con 500 libras (225 kilos aproximadamente) de explosivos hizo explosión.
A pesar de estos ataques, el RIRA carecía de una importante base y sufrió numerosas infiltraciones de informantes de las fuerzas de seguridad. Esto condujo a una serie de detenciones de personajes de alto perfil y a capturas por la Garda Síochána en el primer semestre de 1998, incluyendo la muerte del miembro Ronan Mac Lochlainn quien fue tiroteado tratando de escapar de la policía tras el intento de robo de una camioneta de seguridad en el condado de Wicklow.

## El atentado de Omagh
Poco después de su formación, el 15 de agosto de 1998 el RIRA dejó un coche bomba cargado con 500 libras (225 kg aproximadamente) de explosivos caseros en el centro de Omagh, en el condado de Tyrone. Los terroristas no pudieron encontrar una plaza de aparcamiento cerca del objetivo (un juzgado) y dejaron el coche a 400 metros de distancia. Como resultado, se emitieron tres advertencias telefónicas inexactas, por lo que la Real Policía del Úlster creyó que la bomba se encontraba en realidad fuera del juzgado. Se intentó establecer un cordón de seguridad para mantener a los civiles fuera del área, con lo cual se empujó involuntariamente a las personas más cerca de la verdadera ubicación de la bomba. Poco después, la bomba explotó matando a 29 personas (incluyendo a varios niños y a una mujer embarazada) e hiriendo a otras 220, en lo que se convirtió en el primer y más mortífero ataque del Conflicto de Irlanda del Norte.
El atentado, cuyo objetivo -según el RIRA- era provocar daños al comercio de la zona, provocó una gran conmoción tanto en Irlanda y Gran Bretaña como en el resto del mundo. Muchos de los miembros del rIRA abandonaron la organización, y la Garda Síochána y el RUC (Royal Ulster Constabulary) colaboraron de una manera sin precedentes para disolver la organización. Asimismo, los gobiernos irlandés y británico aprobaron una nueva legislación antiterrorista en un intento por destruir a la organización. El RIRA también se vio presionado por el IRA Provisional, cuando los miembros de esta última organización visitaron los hogares de 60 personas relacionadas con el RIRA y les ordenó la disolución del grupo y dejar de interferir con el abandono de las armas del IRA Provisional.
En realidad, el atentado había sido un error por parte de los miembros encargados de las maniobras, pues los militantes fracasaron en el intento de poner el coche bomba en el sitio deseado alrededor del juzgado. Por ello, en la llamada telefónica de advertencia se dijo que la bomba se encontraba en otro lado.

### Secuelas de Omagh
Las bajas ocasionadas por el atentado fueron lo bastante espantosas como para provocar la toma de medidas enérgicas contra el RIRA: como resultado del atentado, fueron detenidas doce personas, si bien ninguna de ellas fue condenada por el crimen. El 25 de febrero de 1999, otras siete personas fueron detenidas en conexión con el atentado. Hasta la actualidad, Colm Murphy, uno de estos siete detenidos y el dueño de un pub en Dundalk en el condado de Louth, es el único militante condenado por el atentado de Omagh.
Aunque Colm Murphy había sido condenado por conspirar para llevar a cabo el atentado de Omagh, su sentencia fue posteriormente anulada en la apelación, por la cual Murphy consiguió probar que se había violado el principio de presunción de inocencia.
Si la fiscalía falló en la acusación penal contra los perpetradores del atentado de Omagh, los familiares de las víctimas actuaron con vigor al momento de demandar compensaciones económicas por el atentado. Así, Seamus McKenna, Michael McKevitt, Liam Campbell, Colm Murphy, Seamus Daly y el RIRA en general fueron acusados en un juicio civil por los familiares de las víctimas. El 7 de abril de 2008 comenzó este juicio.
Pero no solo las autoridades reaccionaron frente al atentado, sino también el IRA Provisional, cuyos militantes realizaron visitas a las personas asociadas con el RIRA para avisarles que debían detener sus actividades.
Con la organización bajo una intensa presión, que incluyó que McKevitt Sands-McKevitt se vieron obligados a abandonar su hogar después de que los medios de comunicación mencionaran a McKewitt en relación con el atentado, el RIRA llamó a un alto el fuego el 8 de septiembre.
Omagh (película)

## Alto el fuego
Tras la declaración de alto el fuego, el IRA comenzó a reagruparse y, para finales de octubre había elegido una nueva directiva y estaba planificando su dirección futura. A finales de diciembre, el representante del gobierno irlandés Martin Mansergh celebró una reunión con McKevitt en Dundalk, en un intento por convencer a McKevitt de disolver el RIRA. McKevitt se negó, declarando que dejaría a los miembros indefensos ante los ataques del IRA Provisional.
En 1999, el IRA comenzó con los preparativos para una campaña renovada, y en mayo tres de sus miembros viajaron a través de Europa hasta Split en Croacia para comprar armas que fueron posteriormente pasadas de contrabando a Irlanda. El 20 de octubre, diez personas fueron arrestadas cuando la Gardaí hizo una redada en un campo de entrenamiento del RIRA, ubicado cerca de Stamullen en el condado de Meath. Los oficiales encontraron un campo de tiro dentro de una bodega de vino en desuso que se utilizaba como un búnker subterráneo, y se apoderaron de las armas incluyendo un rifle de asalto, una ametralladora, una pistola semiautomática y un lanzacohetes RPG-18. Una versión anterior del lanzacohetes, el RPG-7, había estado en posesión del IRA Provisional ya desde el año 1972, pero ésta era la primera vez que un RPG–18 había sido encontrado en posesión de una organización paramilitar en Irlanda.

## Retorno a la actividad

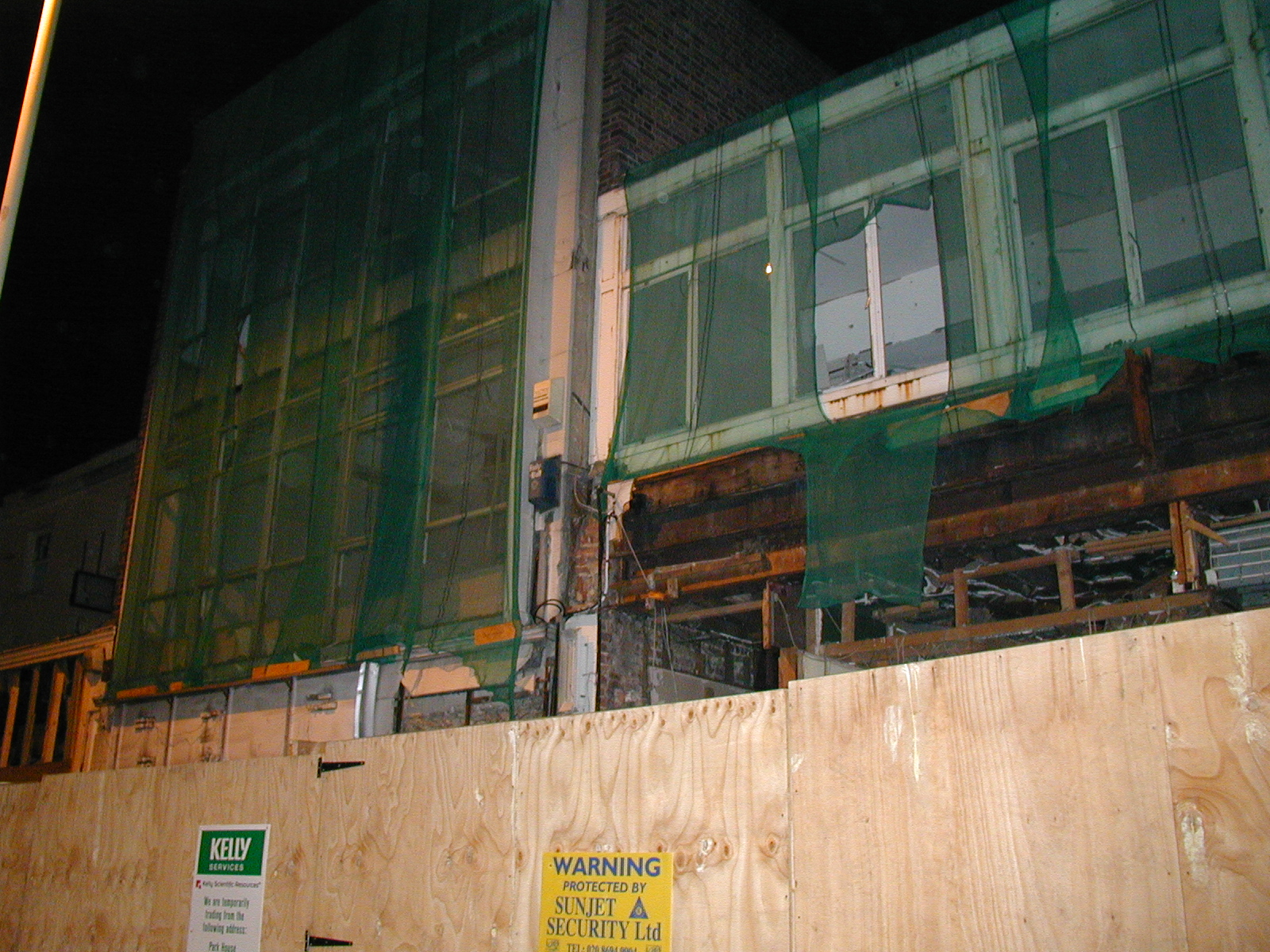
Daños ocasionados por el atentado del 3 de agosto de 2001 en Ealing.

Tras el atentado de Omagh, la directiva del RIRA no estaba dispuesta a lanzar una campaña a gran escala en Irlanda del Norte debido a la posibilidad de matar civiles. En su lugar, decidieron lanzar una serie de ataques en Inglaterra, en particular en Londres, con lo que esperaban atraer al RIRA a los miembros del IRA Provisional desencantados de su organización. De esta manera, rompieron la paz tras dos años con una serie de atentados. 
El 1 de junio de 2000, una bomba dañó el puente Hammersmith, un objetivo simbólico para los grupos paramilitares irlandeses. El puente había sido previamente un objetivo del Ejército Republicano Irlandés el 29 de marzo de 1939 como parte de su campaña de sabotaje y por el IRA Provisional el 24 de abril de 1996.
Un mes después, el 19 de julio, las fuerzas de seguridad llevaron a cabo una explosión controlada de una bomba dejada en la estación de policía de Ealing Broadway y el servicio de transporte público fue interrumpido cuando la Policía Metropolitana cerró las estaciones de tren Victoria y Paddington y paró el servicio del Subterráneo de Londres.
El 21 de septiembre, una granada propulsada impactó contra el cuartel general del MI6 en Londres, usando un lanzacohetes RPG-22, lo que generó titulares en todo el mundo. El 21 de febrero de 2001 una bomba disfrazada como una antorcha que había sido dejada fuera de una base del Ejército en Shepherd's Bush hirió de gravedad a un cadete de 14 años, quien quedó ciego y perdió una mano como resultado del atentado.
Un segundo atentado en Shepherd'Bush tuvo lugar el 4 de marzo de 2001, cuando un coche bomba explotó en el exterior del edificio de la BBC, en Londres, lesionando de gravedad a 11 personas. La explosión fue captada por una cámara de la BBC y la grabación fue emitida por medios de comunicación de todo el mundo, dando publicidad masiva a la organización.
El 14 de abril, una bomba explotó en una oficina de clasificación postal en Hendon, causando daños menores, pero no hubo heridos. Tres semanas más tarde, el 6 de mayo, una segunda bomba explotó en el mismo edificio, causando heridas leves a un transeúnte.
En julio de 2001, tras el arresto de muchos de sus líderes, fuentes de los gobiernos irlandés y británico sugirieron que la organización estaba desmantelada; sin embargo, el 3 de agosto de 2001, el RIRA detonó un coche bomba en Ealing, Londres, e hirió a siete personas. Luego, el 3 de noviembre un coche bomba que contenía 60 libras (27 kilos aproximadamente) de explosivos de fabricación casera fue plantado en el centro de Birmingham. La bomba no llegó a detonar plenamente y nadie resultó herido.
Desde entonces, la organización se ha ido debilitando. La infiltración policial ha continuado y el RIRA ha sido incapaz de llevar a cabo un ataque destacable. En el otoño de 2003, sus líderes, desde prisión, hicieron un llamamiento a un alto el fuego incondicional, alegando la malversación de los fondos de la organización y el fracaso de su resistencia a la presencia británica en Irlanda. Además, el IRA Provisional ha sido extremadamente hostil en relación con los miembros del RIRA, llegando incluso a ajusticiar a uno de sus miembros en el año 2000. Esta es una de las causas más probables que ha desalentado la incorporación de republicanos disidentes.
En los últimos tiempos, el RIRA ha continuado activo en el Reino Unido y en Irlanda. A finales de 2004, se produjeron varios ataques con cócteles Molotov en Belfast, atribuidos a una escisión. Similares sucesos tuvieron lugar en Strabane.
En 2005, el ministro de justicia irlandés, Michael McDowell dijo ante la Dáil que el número de miembros del RIRA no superaba los 150.
En octubre de 2006, la Independent Monitoring Commission escribió en su informe que el RIRA seguía activo, era peligroso, y mantenía su intención de seguir como grupo terrorista. A finales de ese mismo mes, la policía encontró un arsenal de explosivos en un monte cercano a Kilbranish, donde podrían haber estado preparando una serie de ataques para desestabilizar el proceso de normalización de las relaciones anglo-irlandesas.
En el 2008 se produjeron dos atentados con disparos a dos oficiales de policía en Derry y Dungannon. En febrero de 2009 se desactivó un coche-bomba con 136 kilos en el condado de Down. El 7 de marzo de 2009 se produjo un atentado por ametrallamiento contra la base militar de Massereene en el condado de Antrim de Irlanda del Norte produciendo la muerte de dos soldados y cuatro heridos, dos de ellos civiles y dos militares, reivindicado por esta facción armada. Con este atentado es la primera vez que se producen víctimas mortales desde el Atentado de Omagh del 15 de agosto de 1998.
En julio de 2012 los grupos disidentes más importantes del IRA contrarios a la paz al no haber alcanzado el objetivo principal (que Irlanda del Norte se una a Irlanda del Sur y que toda la Isla de Irlanda sea una única nación sin que tenga nada que ver el Reino Unido) anunciaron que se unían en un solo grupo, bajo el nombre de Nuevo IRA o IRA 2012, con el objetivo de volver a realizar diversas acciones con el objetivo de que la causa del IRA no se olvide.
El Nuevo IRA, también conocido como IRA 2012, está integrado por Ejército Republicano Irlandés Auténtico (IRA Auténtico) (inglés: Real Irish Republican Army, Real IRA (RIRA/rIRA) o True IRA; en gaélico irlandés: Fíor-IRA) o, según su propia denominación Óglaigh na hÉireann (Voluntarios de Irlanda) (RIRA), una escisión del IRA Provisional (PIRA); la Acción Republicana Contra las Drogas (RAAD), formada por excombatientes del PIRA que iniciaron una batalla contra el narcotráfico, sobre todo en la ciudad de Derry; y por las Facciones Republicanas Independientes, una amalgama de distintos grupos de combatientes católicos. Este grupo no acepta los acuerdos de Viernes Santo de 1998 y sigue reclamando la validez de la lucha armada para reunificar Irlanda.
El Servicio de Policía de Irlanda del Norte considera que tienen capacidad para atentar incluso contra miembros de los cuerpos de seguridad, pero que no cuentan con apoyo popular. El 1 de noviembre de 2012 asesinó al funcionario de prisiones David Black. En febrero de 2014, el IRA 2012 se atribuye el envío de material explosivo a campos de reclutamiento del Ejército británico en Irlanda del Norte.
2008 Atentado con víctimas mortales del IRA: El último de ellos, el asesinato de dos militares en una base militar de Irlanda del Norte que ha tenido lugar el 8 de marzo de 2008 y que ha sido reivindicado por el Ejército Republicano Irlandés Auténtico.
El 18 de abril de 2019 la periodista Lyra McKee fue asesinada a tiros durante disturbios en el área de Creggan en Derry, Condado de Londonderry. La policía culpó a los republicanos disidentes por su muerte. Las imágenes del teléfono móvil muestran a un pistolero enmascarado, que se cree que es miembro del Ejército Republicano Irlandés Auténtico o Nuevo IRA, abriendo fuego con una pistola. McKee había estado investigando asesinatos no resueltos durante el transcurso del conflicto en Irlanda del Norte a finales del siglo xx.
En febrero de 2023 después de un tiempo sin actividad aparente, el Nuevo IRA atentó contra un policía en Omagh disparándole diez veces dejándole gravemente herido.
Nuevo IRA, el IRA 2012 (IRA), es el único grupo paramilitar activo que pide la reunificación de Irlanda y su total independencia del Reino Unido. Formada por la unión en julio de 2012 de Ejército Republicano Irlandés Auténtico (IRA Auténtico), una escisión del IRA Provisional (PIRA); la Acción Republicana Contra las Drogas (RAAD), formada por excombatientes del PIRA que iniciaron una batalla contra el narcotráfico, sobre todo en la ciudad de Derry; por las Facciones Republicanas Independientes, una amalgama de distintos grupos de combatientes católicos; y por el Ejército Republicano Irlandés de la Continuidad. En la actualidad el IRA 2012 está incluido por las autoridades dentro del propio Ejército Republicano Irlandés Auténtico con el nombre de Nuevo IRA. Este grupo no acepta los acuerdos de Viernes Santo de 1998 y sigue reclamando la validez de la lucha armada para reunificar Irlanda.